# Hippolyte Passy

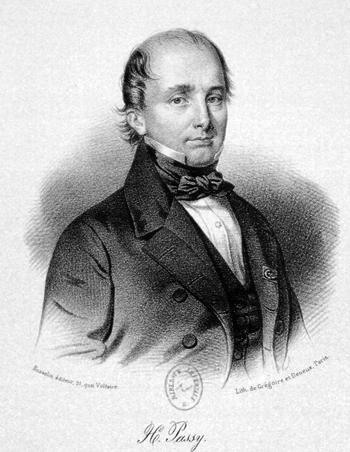
Hipplyte Passy.

Hippolyte Philibert Passy, född 16 oktober 1793, död 1 juni 1880, var en fransk politiker och sociolog. Han var farbror till Frédéric Passy.
Passy blev medlem av deputeradekammaren 1830, handelsminister 1836, var finansminister 1839-1840 och på nytt efter februarirevolutionen december 1848 till oktober 1849. Passy gjorde motstånd mot Ludvig Napoleons statskupp 2 december 1851 och lämnade därefter politiken. Bland hans verk märks Des systèmes de culture et de leur influence sur l'économie sociale (1846) och Des formes de gouvernement et des lois les régissent (1872).